# 斑偉蜓
斑偉蜓（學名Anax guttatus）是一種蜻蜓。它們分佈在澳洲北部及亞洲的中國、印尼、印度、日本、斯里蘭卡、緬甸、馬來西亞、菲律賓、星加坡、泰國、台灣及越南，也有在非洲出沒的。

## 外部連結
- Australian Government （页面存档备份，存于）